# 迪克湖 (阿肯色州)
迪克湖（英語：Lake Dick）是位於美國阿肯色州傑佛遜縣的一個非建制地區。該地的面積和人口皆未知。

## 地理
迪克湖的座標為34°15′07″N 91°50′19″W / 34.25194°N 91.83861°W，而該地的平均海拔高度為64米（即210英尺）。